# Мироши, Новатус
Нова́тус Дисмас Миро́ши (англ. Novatus Dismas Miroshi; род. 2 сентября 2002, Танга или Аруша) — танзанийский футболист, защитник клуба «Гёзтепе» и сборной Танзании.

## Клубная карьера
Мироши — воспитанник израильского клуба «Маккаби Тель-Авив». В 2021 году он был включён в заявку основной команды на сезон, но так и не дебютировал за клуб. Летом того же года Мироши на правах аренды перешёл в «Бейтар Тель-Авив Рамла». 1 октября в матче против «Хапоэль Аула» он дебютировал в Лиге Леумит. 7 января 2022 года в поединке против «Хапоэль Кфар-Сава» Новатус забил свой первый гол за «Бейтар». Летом того же года Мироши перешёл в бельгийский «Зюлте-Варегем», подписав контракт на 3 года. 23 июля в матче против «Серена» он дебютировал в Жюпиле лиге.
1 сентября 2023 отправился в годовую аренду в донецкий «Шахтёр».

## Международная карьера
В 2021 году в составе молодёжной сборной Танзании Мироши принял участие в молодёжном Кубке Африки в Мавритании. На турнире он сыграл в матчах против команд Марокко, Гамбии и Ганы. В поединке против гамбийцев Новатус забил гол.
2 сентября 2021 года в отборочном матче чемпионата мира 2022 против сборной ДР Конго Мироши дебютировал за сборную Танзании. 7 сентября в поединке против сборной Мадагаскара Новатус забил свой первый гол за национальную команду.

### Голы за сборную Танзании
| # | Дата            | Место                                        | Противник  | Результат | Счет | Соревнование                     |
| - | --------------- | -------------------------------------------- | ---------- | --------- | ---- | -------------------------------- |
| 1 | 7 сентября 2021 | Национальный стадион, Дар-эс-Салам, Танзания | Мадагаскар | 2:0       | 3:2  | Чемпионат мира 2022 квалификация |
| 2 | 23 марта 2022   | Национальный стадион, Дар-эс-Салам, Танзания | ЦАР        | 1:0       | 3:1  | Товарищеский матч                |

## Достижения
«Шахтёр» (Донецк)
- Чемпион Украины: 2023/24
- Обладатель Кубка Украины: 2023/24